# XLII Legislatura del Congreso de la Unión de México
La XLII Legislatura del Congreso de la Unión estuvo conformada por los senadores y los diputados miembros de sus respectivas cámaras. Inició sus funciones el día 1 de septiembre de 1952 y concluyó el 31 de agosto de 1955.
La conformación de la XLII Legislatura fue la siguiente:

## Senado de la República
Los miembros del Senado de la República fueron elegidos dos por cada uno de los entonces 29 estados y el Distrito Federal, dando un total de 60 senadores. Todos fueron elegidos en el proceso electoral de 1952 para un periodo de 6 años.

### Número de Senadores por partido político
| Partido | Partido                              | Senadores |
| ------- | ------------------------------------ | --------- |
|         | Partido Revolucionario Institucional | 60        |

Los 58 Senadores que conforman la XL Legislatura son los siguientes:

### Senadores por entidad federativa
| Estado           | Senador                                    | Partido | Estado          | Senador                                             | Partido |
| ---------------- | ------------------------------------------ | ------- | --------------- | --------------------------------------------------- | ------- |
| Aguascalientes   | Pedro de Alba Pérez                        |         | Morelos         | Fausto Galván Campos                                |         |
| Aguascalientes   | Aquiles Elorduy                            |         | Morelos         | Norberto López Avelar                               |         |
| Baja California  | Leopoldo Verdugo Quiroz                    |         | Nayarit         | Emilio M. González                                  |         |
| Baja California  | Esteban Cantú Jiménez                      |         | Nayarit         | Esteban Baca Calderón                               |         |
| Campeche         | Alberto Trueba Urbina                      |         | Nuevo León      | Anacleto Guerrero Guajardo                          |         |
| Campeche         | Rigoberto Otal Briseño                     |         | Nuevo León      | Roberto A. Cortés Muñiz Suple a Rodrigo Gómez Gómez |         |
| Chiapas          | Julio Serrano Castro                       |         | Oaxaca          | Alfonso Pérez Gasga                                 |         |
| Chiapas          | Rodolfo Suárez Coello                      |         | Oaxaca          | Rafael E. Melgar                                    |         |
| Chihuahua        | Óscar Flores Sánchez                       |         | Puebla          | Guillermo Castillo Fernández                        |         |
| Chihuahua        | Teófilo Borunda                            |         | Puebla          | Luis C. Manjarrez                                   |         |
| Coahuila         | Jacinto B. Treviño                         |         | Querétaro       | Manuel González Cosío y Rivera                      |         |
| Coahuila         | Gustavo Cárdenas Huerta                    |         | Querétaro       | José Figueroa Balvanera                             |         |
| Colima           | Rafael S. Pimentel                         |         | San Luis Potosí | Antonio Rocha Cordero                               |         |
| Colima           | Roberto A. Solórzano                       |         | San Luis Potosí | David Vargas Bravo                                  |         |
| Distrito Federal | Jesús Yurén Aguilar                        |         | Sinaloa         | Jesús Celis Campos                                  |         |
| Distrito Federal | Salvador Urbina y Frías                    |         | Sinaloa         | Macario Gaxiola Urías                               |         |
| Durango          | Francisco González de la Vega              |         | Sonora          | Fausto Acosta Romo                                  |         |
| Durango          | Alberto Terrones Benítez                   |         | Sonora          | Noé Palomares Navarro                               |         |
| Guanajuato       | Francisco García Carranza                  |         | Tabasco         | Marcelino Iñurreta de la Fuente                     |         |
| Guanajuato       | Luis I. Rodríguez                          |         | Tabasco         | Agustín Beltrán Bastar                              |         |
| Guerrero         | Alfonso L. Nava Suple a Alfonso G. Alarcón |         | Tamaulipas      | Raúl Gárate Legleu                                  |         |
| Guerrero         | Emigdio Martínez Adame                     |         | Tamaulipas      | Manuel Guzmán Willis                                |         |
| Hidalgo          | Alfonso Cravioto                           |         | Tlaxcala        | Miguel Osorio Ramírez                               |         |
| Hidalgo          | Raúl Fernández Robert                      |         | Tlaxcala        | Higinio Paredes Ramos                               |         |
| Jalisco          | Saturnino Coronado Organista               |         | Veracruz        | José Rodríguez Clavería                             |         |
| Jalisco          | Silvano Barba González                     |         | Veracruz        | Isauro Acosta García Suple a Roberto Amorós Guiot   |         |
| México           | Alfredo del Mazo Vélez                     |         | Yucatán         | Efraín Brito Rosado                                 |         |
| México           | Juan Fernández Albarrán                    |         | Yucatán         | Antonio Mediz Bolio                                 |         |
| Michoacán        | David Franco Rodríguez                     |         | Zacatecas       | Lauro G. Caloca                                     |         |
| Michoacán        | Enrique Bravo Valencia                     |         | Zacatecas       | Brígido Reynoso                                     |         |